# Barri de Montserrat
Montserrat és un grup d'habitatges que conforma un dels barris de Terrassa, situat al districte 2 o de Llevant, al marge esquerre de la riera de les Arenes. Té una superfície de 0,12 km² i una població de 1.648 habitants el 2021.
Està limitat al nord pel carrer de Salamanca, al sud per la carretera de Montcada, a l'est per l'avinguda de Madrid i a l'oest per l'avinguda del Vallès.
Al nord del barri, i fins al passeig Vint-i-dos de Juliol (l'antiga via del ferrocarril Barcelona-Manresa de la RENFE), s'estén l'extens Polígon Industrial del Sector Montserrat (0,34 km²). Al sud del barri, sota la carretera de Montcada, hi ha un altre polígon industrial, el dels Bellots.
Depèn de la parròquia de la Mare de Déu de Montserrat, a Torre-sana. La festa major és el primer diumenge de juny.

## Història
El barri de Montserrat, també anomenat habitualment Grups de Montserrat, va néixer arran de la construcció d'un polígon de pisos promoguts per l'Obra Sindical del Hogar l'any 1955, que va agafar el nom de la muntanya de Montserrat, que es pot contemplar fàcilment des del barri.